# Find What You Love and Let It Kill You
Find What You Love and Let It Kill You is het eerste album van de Belgische band Johnny Berlin. Het album kwam uit in mei 2008 op het label Kinky Star.

## Nummers
1. "Platform One" - 1:04
2. "We Still Want Money" - 2:09
3. "JB & the Negative Skyline" - 3:30
4. "Bender Parts" - 2:21
5. "Dirty Tackles" - 5:37
6. "Jenny C" - 3:19
7. "Four" - 5:23
8. "Echoes" - 4:59
9. "Upper Middle Class" - 3:10
10. "Minus Eden" - 3:43
11. "Find What You Love And Let It Kill You" - 6:16

## Artiesten
- Paul Renner – zang, gitaar
- Laurens Renner – synth
- Roberto Beck – drums
- Jean Letour – bas
- Tom S. Downing – gitaar